# Foot Ball Club Torino 1915-1916
Questa voce raccoglie le informazioni riguardanti il Foot Ball Club Torino nelle competizioni ufficiali della stagione 1915-1916.

## Rosa
| N. |                     | Ruolo | Calciatore                 |
| -- | ------------------- | ----- | -------------------------- |
|    | Svizzera (bandiera) |       | Enrico Bachmann I (c)      |
|    | Italia (bandiera)   |       | Ottavio Boglietti III      |
|    | Italia (bandiera)   |       | Bruno                      |
|    | Italia (bandiera)   |       | Carlo Capra II             |
|    | Italia (bandiera)   |       | Gaja                       |
|    | Italia (bandiera)   |       | Ettore Ghiglione           |
|    | Italia (bandiera)   |       | Francesco Morando II       |
|    | Italia (bandiera)   |       | Vittorio Morelli di Popolo |

| N. |                   | Ruolo | Calciatore         |
| -- | ----------------- | ----- | ------------------ |
|    | Italia (bandiera) |       | Francisco Mosso I  |
|    | Italia (bandiera) |       | Eugenio Mosso III  |
|    | Italia (bandiera) | P     | Musso              |
|    | Italia (bandiera) |       | Silvio Peruzzi II  |
|    | Italia (bandiera) |       | Ricci              |
|    | Italia (bandiera) |       | Carlo Tirone       |
|    | Italia (bandiera) |       | Attilio Valobra II |

## Risultati

### Coppa Federale

#### Eliminatorie regionali del Piemonte Occidentale
| Arbitro: | Massa (Torino) |

|                        |           |                    |
| Dellacasa Meille Pavan | Marcatori | Gaja Boglietti III |

| Arbitro: | Laugeri (Torino) |

|                    |           |  |
| Boglietti III Gaja | Marcatori |  |

| Arbitro: | Terzolo (Genova) |

|           |           |             |
| Mosso III | Marcatori | Motta Monti |

| Torino 16 gennaio 1916 | US Torinese | 0 – 2 | Torino |  |

## Statistiche

### Statistiche di squadra
| Competizione   | Punti | In casa | In casa | In casa | In casa | In casa | In casa | In trasferta | In trasferta | In trasferta | In trasferta | In trasferta | In trasferta | Totale | Totale | Totale | Totale | Totale | Totale | DR |
| Competizione   | Punti | G       | V       | N       | P       | Gf      | Gs      | G            | V            | N            | P            | Gf           | Gs           | G      | V      | N      | P      | Gf     | Gs     | DR |
| -------------- | ----- | ------- | ------- | ------- | ------- | ------- | ------- | ------------ | ------------ | ------------ | ------------ | ------------ | ------------ | ------ | ------ | ------ | ------ | ------ | ------ | -- |
| Coppa Federale |       | 2       | 1       | 0       | 1       | 3       | 2       | 2            | 1            | 0            | 1            | 4            | 4            | 4      | 2      | 0      | 2      | 7      | 6      | +1 |

### Statistiche dei giocatori
| Giocatore        | Coppa Federale | Coppa Federale |
| Giocatore        | Presenze       | Reti           |
| ---------------- | -------------- | -------------- |
| E. Bachmann I    | 3              | 0              |
| O. Boglietti III | 3              | 2              |
| Bruno            | 1              | 0              |
| C. Capra II      | 1              | 0              |
| Gaja             | 3              | 2              |
| E. Ghiglione     | 2              | 0              |
| F. Morando II    | 2              | 0              |
| M. di Popolo     | 1              | 0              |
| F. Mosso I       | 2              | 0              |
| E. Mosso III     | 3              | 0              |
| Musso            | 3              | -7             |
| S. Peruzzi II    | 1              | 0              |
| Ricci            | 3              | 0              |
| C. Tirone        | 1              | 0              |
| A. Valobra       | 3              | 0              |